# Ніколае Росетті-Беленеску
Ніколае Росетті-Беленеску (рум. Nicolae Rosetti-Bălănescu; 6 грудня 1827, Ясси — 11 травня 1884, Париж) — румунський політик, адвокат, міністр закордонних справ Князівства Румунія (29 серпня 1863 — 29 жовтня 1865).

## Біографія
Народився 6 грудня 1827 в Яссах. Ніколае Росетті-Беленеску походив з великої аристократичної сім'ї Розетті. Після розлучення його дружина Ольга одружилася з іншим дипломатом Петре Мавроґені.